# Winchester (Virginia)
Winchester è una città indipendente dalle contee (independent city) degli Stati Uniti d'America nello Stato della Virginia.